# 横芝光インスリン殺人未遂事件
横芝光インスリン殺人未遂事件（よこしばひかりインスリンさつじんみすいじけん）は、2006年2月に千葉県匝瑳郡光町（現在の山武郡横芝光町）で発覚した保険金殺人未遂事件である。

## 経歴

### 国際見合い結婚
後に逮捕されることになる犯人の女Xは、もともと中華人民共和国・黒竜江省出身の中国人（現在は日本に帰化）だった。1993年10月にお見合いを行い、1994年9月に21歳も年上のAと結婚する。親子に近い年齢差がありながら結婚した理由は、中国の家族に対する仕送り、自らが日本に行けば贅沢な暮らしができるという願望を抱いていたためといわれる。しかしAの実家は千葉県の50戸ほどしかない静かな田舎にあり、Xが抱いていた願望とはほど遠いものだったという。だが、やがてXとAは金銭トラブルを頻繁に起こすようになり、不仲になっていく。また、Aの父Bや母Cも、Xが先祖伝来の土地を取ろうとしていると猜疑し、Xに対して厳しく金銭を制限するようになる。

### 謎の事件
1995年12月28日、Aの実家の母屋が全焼し、焼け跡からB（当時78歳）とC（当時73歳）の遺体が発見された。司法解剖により、Bは絞殺、Cは撲殺されていたという。焼け跡からは焦げた紙幣や貴重品を入れた金庫なども発見されており、外部から侵入した形跡がなかったことから、実家のことを詳しく知っている人物が疑われた。その中で最も動機のある人物として疑われたのがXである。Xは仕送りや土地問題を巡ってB、Cと対立しており、動機もあった。そのため、警察は事情聴取を行い、遂にはポリグラフ検査を行ったが、証拠を挙げることはできず、この事件は迷宮入りとなった。
なお、Xは後にインスリン事件で逮捕されて刑が確定した後、拘置所で夫のAによる犯行という手記を書き上げている。警察はインスリン殺人未遂事件の後、この事件も再調査している。

### 熱湯による傷害事件
XはAとの間に2人の子供を授かり、周囲からは「仲の良い夫婦」と見られていた。しかし、2002年5月ごろからXは2人の子供を中国に預け、日本人男性と中国人女性の見合いの仲介を始めた。そのため、金銭トラブルが絶えずAは「嫁が子供たちを連れ帰らない。妻は金遣いが荒くなり、仕送りも大変」などと友人らに愚痴をこぼすようになった。また、Xも「中国の幼稚園の方が教育が進んでいる」「私の自由にできるお金が少ない」と口にするようになった。そしてAが自ら中国に子供を迎えに行こうとした矢先、2003年10月18日にXは自宅台所でかがんだAの背中に熱湯をかけて全治5ヶ月の重傷を負わせた。事件後、Xは知人らに「保険金が下りない」「私には（Aの）財産を受け取る権利がある」などと金銭への執着を窺わせるような発言をしている。

### インスリン殺人未遂事件
Aは入院中、Xを受け取り人とする生命保険がかけられてしまった。そしてXは互いの夫の入院先でYと知り合い、YはXからAの殺害計画を聞き、500万円の報酬を約束し、インスリンの入手を依頼された。これを承諾したYは夫が糖尿病治療薬として使用していたインスリンを入手し、Xに渡して注射方法などを教えた。
2004年4月1日、Xは退院して実家に戻っていたAに睡眠薬を飲ませて寝込んでいたところを、通常の10倍以上のインスリンを注射するに及ぶ。その翌日、Aが意識不明に陥ったため、Xは救急車を呼んで病院に搬送させた。Aは一命を取り留めたが、脳障害を起こして植物状態になってしまった。
Xは夫が植物状態になると、口座から金を引き出したり、土地を売ろうとしたが、叶わなかった。Aは入院していたとき、Xの執拗な金への性格を危険視し、自分に何かあったら解剖し、財産や子供をすべて任せるという遺言を弟をはじめとする親族に任せており、弟らの親族が事前に土地や口座を抑えていた。また、Aが植物状態に陥ったことを親族が不自然に思って警察に捜査を依頼する。
そのためXは浅草に逃亡し、風俗嬢として働き始める。ここでXは整形して抜群のプロポーションも相まって人気風俗嬢になり、さらに自ら風俗店を経営するまでに至った。

## 捜査
2006年2月7日、千葉県警察はAに熱湯を浴びせて重傷を負わせた傷害容疑でXを逮捕した。逮捕後、Xは傷害罪で起訴された。その後、同年2月に詐欺事件で千葉県警察に逮捕されたYが本事件への関与を認めたため、捜査が大きく進展した。
2006年3月11日、捜査第一課と匝瑳警察署はAに対する殺人未遂容疑でXとYを逮捕した。千葉県警察はAを資産目的で殺害しようとしたと見てXを追及した。
2006年3月31日、千葉地方検察庁はXとYを殺人未遂罪で起訴した。

## 裁判

### Xの裁判
2006年9月6日、千葉地方裁判所（古田浩裁判長）で初公判が開かれ「殺すつもりはなかった」と述べて起訴事実を否認した。弁護側は「殺意はなく、傷害罪にとどまる」として傷害罪の適用を主張した。
2006年12月22日、論告求刑公判が開かれ、検察側は「薬物で脳を破壊し、植物状態に陥らせた凶悪な犯行」として懲役18年を求刑した。
2007年1月10日、最終弁論が開かれ、弁護側は2004年の殺人未遂事件に関して「夫を弱らせたかっただけで殺意はなかった」として改めて傷害罪の適用を主張。2003年の傷害事件に関しては無罪を主張し、結審した。
2007年3月9日、千葉地裁（古田浩裁判長）で判決公判が開かれ「傷害事件から半年で殺人未遂事件を起こしており、規範意識は鈍磨している」として懲役15年の判決を言い渡した。判決では「生命に危険性があるインスリンを被害者を眠らせた上で注射しており、計画的かつ冷徹な犯行だ」と指摘した。
2007年12月26日、東京高等裁判所（原田國男裁判長）は「使用量の10倍以上を一度に注射した。強い意識障害に陥る可能性を十分認識しており、殺意があったのは明らかだ」として一審・千葉地裁の懲役15年の判決を支持、控訴を棄却した。この判決に対し上告を断念したため、懲役15年の判決が確定した。

### Yの裁判
2006年8月8日、千葉地裁（古田浩裁判長）で初公判が開かれ「インシュリンを渡したが、殺すために使うとは思わなかった」と述べて起訴事実を否認した。弁護側は「傷害罪のほう助犯にとどまる」として傷害罪の適用を主張した。
2006年11月17日、論告求刑公判が開かれ、検察側は「冷酷非情な犯行」などとして懲役10年を求刑した。
2007年2月26日、千葉地裁（古田浩裁判長）で判決公判が開かれ「インスリン使用を思いついたのは被告人であり、果たした役割は大きい」として懲役8年の判決を言い渡した。

## 手記
Xが獄中で書き上げた手記は2011年4月11日発行、田村建雄著「中国人『毒婦』の告白」（文藝春秋刊）に収録されている。